# Tenzin Gyatso
Jetsun Jamphel Ngawang Lobsang Yeshe Tenzin Gyatso (en tibetà, བསྟན་འཛིན་རྒྱ་མཚོ), més conegut com a Tenzin Gyatso, (Taktser, Amdo, Tibet, 6 de juliol del 1935) és el 14è dalai-lama del Tibet, i com a tal, líder religiós del budisme tibetà. Va néixer en una família de camperols, en un petit poblat del nord-est del Tibet, amb el nom de Lhamo Dondrub. Als dos anys, fou reconegut com la reencarnació del seu predecessor, el 13è dalai-lama
Quan el 13è dalai-lama va morir el 1933, el govern tibetà hauria de trobar el nen en el qual s'hagués de reencarnar. Com en altres ocasions, van presentar-se signes d'on anar a cercar-lo. Quan el cos del 13è dalai-lama fou dipositat en l'altar amb el rostre mirant cap al sud, la seva cara va girar cap a l'est dos cops, i cap a l'est de l'altar un gran fong va sorgir al costat est d'una columna de fusta.
El regent del Tibet va viatjar al llac sagrat de Lhamoe Lhatso, en el qual els tibetans havien tingut visions de futur. Allà, entre altres coses, van veure un monestir amb teulades de color verd i or, i una casa amb rajoles de color turquesa. Una descripció detallada de la visió fou escrita i mantinguda en estricte secret.
El 1938, importants lames i dignataris van ser enviats per tot el Tibet amb la intenció de trobar el lloc de la visió. Els que van dirigir-se cap a l'est, van ser guiats pel lama Kewtsang Rinpoché del monestir de Sera. A Takster, van trobar l'indret de les visions i van anar a la casa en qüestió. Kewtsang Rinpoché es va disfressar de servent i el monjo de menor rang va vestit com si fos el líder. Rinpoché portava penjat un mala del 13è dalai-lama i el nen, en veure'l, el va reconèixer i va demanar que li donés. Ell va prometre donar-li sempre que endevinés qui era ell. El nen va respondre: "Sera aga", que en el dialecte local significava "un monjo de Sera". El nen fou també capaç de dir qui era el veritable líder i qui era el servent. Més endavant, també va superar nombroses proves que van portar a la ratificació de la seva persona i, d'aquesta manera, a l'edat de quatre anys i mig, va ser formalment reconegut com el 14è dalai-lama, líder espiritual i temporal del Tibet.
El 1950, tot i la seva minoria d'edat i encara havent d'estudiar nou anys més d'intensa educació religiosa, es va veure obligat a assumir el ple poder polític del seu país quan la Xina va envair el Tibet. El març del 1959, durant l'aixecament nacional del poble tibetà en contra de l'ocupació militar xinesa, va haver d'anar a l'Índia per tal d'exiliar-s'hi, ja que la seva vida estava en perill.
Des d'aleshores, ha viscut a Dharamsala, l'Índia, la base del Govern tibetà a l'exili, una democràcia constitucional des del 1963, i ha fet nombrosos viatges per tot Occident.
És vegetarià i promou que la gent ho sigui, inspirat pel missatge de "gran compassió" (mahakaruna). Entre algunes de les campanyes que ha fet per a promoure-ho, hi ha el fet de sol·licitar als restaurants de Dharamsala que es tornessin vegetarians, amb resultats positius, o que una cadena de menjar ràpid basat en pollastre no obrís establiments al Tibet.
El Dalai Lama va rebre el Premi Nobel de la Pau el 1989. La revista Time va nomenar el Dalai Lama un dels «Fills de Gandhi» i l'hereu espiritual de la no-violència de Gandhi.
En un discurs pronunciat el 10 de març del 2011 a Dharamsala, va presentar formalment al Parlament tibetà a l'exili la seva renúncia com a líder polític i va proposar que, a partir d'aleshores, aquest fos elegit democràticament.

## Publicacions
- My Land and My People: The Autobiography of His Holiness the Dalai Lama. Ed. David Howarth. Weidenfeld and Nicolson, 1962. ISBN 978-0446674218
- Deity Yoga: In Action and Performance Tantras. Ed. and trans. Jeffrey Hopkins. Snow Lion, 1987. ISBN 978-0-93793-850-8
- Tantra in Tibet. Co-authored with Tsong-kha-pa, Jeffrey Hopkins. Snow Lion, 1987. ISBN 978-0-93793-849-2
- The Dalai Lama at Harvard. Ed. and trans. Jeffrey Hopkins. Snow Lion, 1988. ISBN 978-0-93793-871-3
- Freedom in Exile: The Autobiography of the Dalai Lama, London: Little, Brown and Co., 1990, ISBN 978-0-349-10462-1
- My Tibet, co-authored with photographer Galen Rowell, 1990, ISBN 978-0-520-08948-8
- The Path to Enlightenment. Ed. and trans. Glenn H. Mullin. Snow Lion, 1994. ISBN 978-1-55939-032-3
- Essential Teachings, North Atlantic Books, 1995, ISBN 1556431929
- The World of Tibetan Buddhism, translated by Geshe Thupten Jinpa, foreword by Richard Gere, Wisdom Publications, 1995, ISBN 0-86171-100-9
- Tibetan Portrait: The Power of Compassion, photographs by Phil Borges with sayings by Tenzin Gyatso, 1996, ISBN 978-0-8478-1957-7
- Healing Anger: The Power of Patience from a Buddhist Perspective. Trans. Thupten Jinpa. Ithaca, NY: Snow Lion, 1997, ISBN 978-1-55939-073-6
- The Gelug/Kagyü Tradition of Mahamudra, co-authored with Alexander Berzin. Ithaca, NY: Snow Lion Publications, 1997, ISBN 978-1-55939-072-9
- L'Art de la felicitat: un missatge per a la vida quotidiana, coautoria amb Howard C. Cutler. Barcelona: Angle, 2007. ISBN 978-0-9656682-9-3
- The Good Heart: A Buddhist Perspective on the Teachings of Jesus, translated by Geshe Thupten Jinpa, Wisdom Publications, 1998, ISBN 978-0-86171-138-3
- Kalachakra Tantra: Rite of Initiation, edited by Jeffrey Hopkins, Wisdom Publications, 1999, ISBN 978-0-86171-151-2
- MindScience: An East–West Dialogue, with contributions by Herbert Benson, Daniel Goleman, Robert Thurman, and Howard Gardner, Wisdom Publications, 1999, ISBN 978-0-86171-066-9
- The Power of Buddhism, co-authored with Jean-Claude Carrière, 1999, ISBN 978-0-7171-2803-7
- Opening the Eye of New Awareness, Translated by Donald S. Lopez Jr., Wisdom Publications, 1999, ISBN 978-0-86171-155-0
- Ethics for the New Millennium, Riverhead Books, 1999, ISBN 978-1-57322-883-1
- Consciousness at the Crossroads. Ed. Zara Houshmand, Robert B. Livingston, B. Alan Wallace. Trans. Thupten Jinpa, B. Alan Wallace. Snow Lion, 1999. ISBN 978-1-55939-127-6
- Ancient Wisdom, Modern World: Ethics for the New Millennium, Little, Brown/Abacus Press, 2000, ISBN 978-0-349-11443-9
- Dzogchen: Heart Essence of the Great Perfection, translated by Geshe Thupten Jinpa and Richard Barron, Snow Lion Publications, 2000, ISBN 978-1-55939-219-8
- The Meaning of Life: Buddhist Perspectives on Cause and Effect, translated by Jeffrey Hopkins, Wisdom Publications, 2000, ISBN 978-0-86171-173-4
- Answers: Discussions with Western Buddhists. Ed. and trans. Jose Cabezon. Snow Lion, 2001. ISBN 978-1-55939-162-7
- The Compassionate Life, Wisdom Publications, 2001, ISBN 978-0-86171-378-3
- Violence and Compassion: Dialogues on Life Today, with Jean-Claude Carriere, Doubleday, 2001, ISBN 978-0-385-50144-6
- Imagine All the People: A Conversation with the Dalai Lama on Money, Politics, and Life as it Could Be, Coauthored with Fabien Ouaki, Wisdom Publications, 2001, ISBN 978-0-86171-150-5
- An Open Heart, edited by Nicholas Vreeland; Little, Brown; 2001, ISBN 978-0-316-98979-4
- The Heart of Compassion: A Practical Approach to a Meaningful Life, Twin Lakes, Wisconsin: Lotus Press, 2002, ISBN 978-0-940985-36-0
- Sleeping, Dreaming, and Dying, edited by Francisco Varela, Wisdom Publications, 2002, ISBN 978-0-86171-123-9
- Essence of the Heart Sutra: The Dalai Lama's Heart of Wisdom Teachings, edited by Geshe Thupten Jinpa, Wisdom Publications, 2002, ISBN 978-0-86171-284-7
- The Pocket Dalai Lama. Ed. Mary Craig. Shambhala Pocket Classics, 2002. ISBN 978-1-59030-001-5
- The Buddhism of Tibet. Ed. and trans. Jeffrey Hopkins, Anne C. Klein. Snow Lion, 2002. ISBN 978-1-55939-185-6
- The Art of Happiness at Work, co-authored with Howard C. Cutler, M.D., Riverhead, 2003, ISBN 978-1-59448-054-6
- Stages of Meditation (commentary on the Bhāvanākrama). Trans. Ven. Geshe Lobsang Jordhen, Losang Choephel Ganchenpa, Jeremy Russell. Snow Lion, 2003. ISBN 978-1-55939-197-9
- Der Weg des Herzens. Gewaltlosigkeit und Dialog zwischen den Religionen (The Path of the Heart: Non-violence and the Dialogue among Religions), co-authored with Eugen Drewermann, PhD, Patmos Verlag, 2003, ISBN 978-3-491-69078-3
- The Path to Bliss. Ed. and trans. Thupten Jinpa, Christine Cox. Snow Lion, 2003. ISBN 978-1-55939-190-0
- How to Practice: The Way to a Meaningful Life, translated and edited by Jeffrey Hopkins, 2003, ISBN 978-0-7434-5336-3
- The Wisdom of Forgiveness: Intimate Conversations and Journeys, coauthored with Victor Chan, Riverbed Books, 2004, ISBN 978-1-57322-277-8
- The New Physics and Cosmology: Dialogues with the Dalai Lama, edited by Arthur Zajonc, with contributions by David Finkelstein, George Greenstein, Piet Hut, Tu Wei-ming, Anton Zeilinger, B. Alan Wallace and Thupten Jinpa, Oxford University Press, 2004, ISBN 978-0-19-515994-3
- Dzogchen: The Heart Essence of the Great Perfection. Ed. Patrick Gaffney. Trans. Thupten Jinpa, Richard Barron (Chokyi Nyima). Snow Lion, 2004. ISBN 978-1-55939-219-8
- Practicing Wisdom: The Perfection of Shantideva's Bodhisattva Way, translated by Geshe Thupten Jinpa, Wisdom Publications, 2004, ISBN 978-0-86171-182-6
- Lighting the Way. Snow Lion, 2005. ISBN 978-1-55939-228-0
- The Universe in a Single Atom: The Convergence of Science and Spirituality, Morgan Road Books, 2005, ISBN 978-0-7679-2066-7
- How to Expand Love: Widening the Circle of Loving Relationships, translated and edited by Jeffrey Hopkins, Atria Books, 2005, ISBN 978-0-7432-6968-1
- The Tibetan Book of the Dead, translated and edited by Gyurnme Dorje, Graham Coleman, and Thupten Jinpa, introductory commentary by the 14th Dalai Lama, Viking Press, 2005, ISBN 0-670-85886-2
- Living Wisdom with His Holiness the Dalai Lama, with Don Farber, Sounds True, 2006, ISBN 978-1-59179-457-8
- Mind in Comfort and Ease: The Vision of Enlightenment in the Great Perfection. Ed. Patrick Gaffney. Trans. Matthieu Ricard, Richard Barron and Adam Pearcey. Wisdom Publications, 2007, ISBN 978-0-86171-493-3
- How to See Yourself as You Really Are, translated and edited by Jeffrey Hopkins, 2007, ISBN 978-0-7432-9045-6
- The Leader's Way, co-authored with Laurens van den Muyzenberg, Nicholas Brealey Publishing, 2008, ISBN 978-1-85788-511-8
- My Spiritual Autobiography compiled by Plantilla:Interlanguage link from speeches and interviews of the 14th Dalai Lama, 2009, ISBN 9781846042423
- Beyond Religion: Ethics for a Whole World, Mariner Books, 2012, ISBN 054784428X
- The Wisdom of Compassion: Stories of Remarkable Encounters and Timeless Insights, coauthored with Victor Chan, Riverhead Books, 2012, ISBN 978-0-55216923-3
- My Appeal to the World, presented by Sofia Stril-Rever, translated from the French by Sebastian Houssiaux, Tibet House US, 2015, ISBN 978-0-9670115-6-1
- The Book of Joy: Lasting Happiness in a Changing World, coauthored by Archbishop Desmond Tutu, 2016, ISBN 978-0-67007-016-9
- Behind the Smile: The Hidden Side of the Dalai Lama, by Maxime Vivas (author), translated from the French book Not So Zen, Long River Press 2013, ISBN 978-1592651405

## Discografia

### Àlbums d'estudi
| Títol       | Detalls de l'àlbum                                                                    | Posició a les llistes d'èxits | Posició a les llistes d'èxits | Posició a les llistes d'èxits |
| Títol       | Detalls de l'àlbum                                                                    | GER                           | SWI                           | US World                      |
| ----------- | ------------------------------------------------------------------------------------- | ----------------------------- | ----------------------------- | ----------------------------- |
| Inner World | - Editat: 6 juliol 2020 - Segell: Khandro - Format: LP, descàrrega digital, streaming | 88                            | 18                            | 8                             |

### Senzills
| Títol        | Any  | Àlbum       |
| ------------ | ---- | ----------- |
| "Compassion" | 2020 | Inner World |